# Radio Swiss Jazz
Radio Swiss Jazz est une station de radio musicale publique suisse diffusant principalement du jazz, créée en 1998, appartenant à Swiss Satellite Radio, filiale de la Société suisse de radiodiffusion et télévision (SRG SSR). La programmation de Radio Swiss Jazz est composée d'un mélange de jazz, de soul et de blues.
Elle peut être écoutée via la radio numérique (DAB+), via le téléréseau et par satellite (Hot Bird) dans toute la Suisse, ainsi que via Internet dans le monde entier.

## Histoire
Le 1er septembre 1998, la station a été lancée à Berne sous le nom de « Swiss Culture & Jazz ». La radio fut rebaptisée en 2001 sous le nom actuel de « Radio Swiss Jazz ».

### Identité visuelle

Logo de Swiss Culture & Jazz du 1er septembre 1998 à 2001
Logo de Radio Swiss Jazz de 2001 au 12 septembre 2014
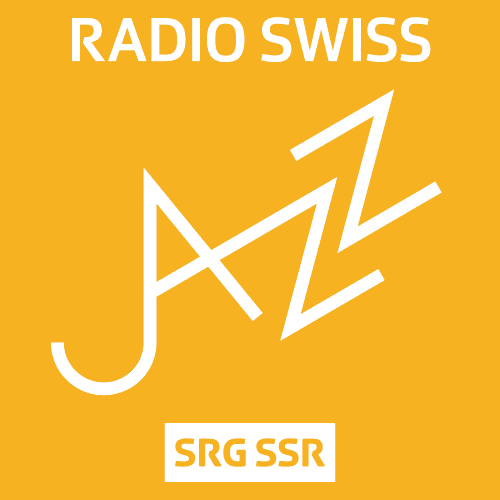
Logo de Radio Swiss Jazz depuis le 12 septembre 2014

## Programmes

### Jury musical
Les morceaux diffusés à l'antenne ont été auparavant soumis au vote de près de 700 volontaires qui constituent le jury musical de Radio Swiss Jazz. Chaque semaine, les auditeurs sont invités à se prononcer sur une dizaine de morceaux. Les résultats du vote et les commentaires des participants sont publiés à la fin de chaque session hebdomadaire sur le site internet de la radio. 
Par leurs choix, les auditeurs influencent entièrement la fréquence de diffusion des morceaux à l'antenne, les titres ayant recueilli le plus de votes positifs étant joués plus souvent que les autres. 